# Džepin
Džepin (mazedonisch Џепин; albanisch definit Zhepini, indefinit Zhepin, im örtlichen albanischen Dialekt Zhepëjni bzw. Zhepëjn) ist ein Haufendorf im zentralen Teil der Gemeinde Struga in der Region Südwesten der Republik Nordmazedonien.

## Geographie

Karte mit Lage des Dorfes innerhalb der Gemeinde Struga (mazedonisch-kyrillisch)

Džepin befindet sich 14 Kilometer nordöstlich der Gemeindehauptstadt Struga und liegt südwestlich vom viel größeren Dorf Korošišta, mit dessen Siedlungsgebiet es durch rege Bautätigkeiten in den letzten Jahrzehnten zusammengewachsen ist. Im Nordwesten liegt Delogoždi, im Südwesten Livada und weiter im Süden Volino.
Das Dorf befindet sich am Nordrand des Beckens von Struga, weswegen fast der gesamte Ort recht flach ist. Trotzdem liegt die Höhe über Meer im Dorfzentrum bei 746 m. i. J. Im Norden erheben sich mit geringer Steigung die leicht bewaldeten Bergausläufer des Karaorman.
Džepin besitzt eine für die Region sehr wichtige immerwährende Sprudelquelle. Der daraus entstehende Bach mündet nach einigen Kilometern südwestlicher Fließrichtung in den Schwarzen Drin.
Das Klima liegt wie in der ganzen Region im kontinental-mediterranen Übergangsgebiet.

## Bevölkerung
Der Ort hat 122 Einwohner (Stand 2021). Fast alle Bewohner gehören der albanischen Minderheit an und sprechen einen südgegischen Dialekt. Sie bekennen sich fast ausschließlich zum Islam hanafitischer Rechtsschule, wenngleich der bektaschitische Einfluss nicht zu unterschätzen ist, jedoch in den letzten Jahrzehnten merklich abgenommen hat. Unbedeutend ist hingegen der Salafismus. Ein Großteil der während des sozialistischen Jugoslawiens aufgewachsenen Muslime ist außerdem säkular geprägt. Der Atheismus spielt ebenso eine unbedeutende Rolle.
Ein großer Teil der Bevölkerung lebt im Ausland.
Die nachfolgende Tabelle zeigt die demographische Entwicklung seit dem Zweiten Weltkrieg.
| Jahr      | 1948 | 1953 | 1961 | 1971 | 1981 | 1994 | 2002 | 2021 |
| --------- | ---- | ---- | ---- | ---- | ---- | ---- | ---- | ---- |
| Einwohner | 067  | 106  | 144  | 189  | 311  | 345  | 424  | 122  |

## Geschichte
Der Ort wuchs im letzten Jahrhundert insbesondere durch zugezogene Familien aus dem benachbarten Delogoždi (wie die Stämme Baftiari, Kamberi und Veliu – deren weitere Herkunft die Region Debar ist) und zu kleineren Teilen aus Korošišta und Pesočani (Gemeinde Debarca).
Bis zu deren Fusion mit der Gemeinde Struga im Jahr 2004 gehörte Džepin zur Gemeinde Delogoždi.

## Bildung und Kultur
In Džepin steht eine Grundschule (Stand 2013), in der die Kinder in mehrstufigen Klassen die 1. bis 4. Klasse besuchen. Anschließend gehen die Schüler in die Schule „Nuri Mazari“ des Nachbardorfes Korošišta.
Im Dorfzentrum gleich neben der Wasserquelle steht die Dorfmoschee, die vom Mufti in Struga verwaltet wird und über ein Minarett verfügt.

## Verkehr und Gesundheit
Džepin liegt an der Straße, die Korošišta und Delogoždi verbindet. Diese ist darüber hinaus Teil der Strecke, welche die M2 mit der P2243 verbindet.
In Džepin befindet sich eine kleine Ambulanz (Stand 2013).